# The Turtles
I Turtles sono un gruppo musicale sunshine pop e folk rock statunitense formatosi a Los Angeles nel 1965, conosciuti principalmente per il brano Happy Together del 1967 che arrivò primo nella Billboard Hot 100 per tre settimane.

## Storia dei Turtles
Il nucleo originale che diede origine alla band fu "The Crossfires from Planet Mars", composto da Howard Kaylan e Mark Volman, ma questi cambiarono presto il nome al duo, aderendo alla prevalente moda musicale e rinominandosi The Tyrtles, sul modello di quanto fecero i Byrds che storpiarono il vocabolo Birds (Uccelli). Tuttavia questo nuovo nome non ebbe molti consensi e allora si decise di cambiarlo nuovamente in quello attuale (va ricordato che turtle in lingua inglese significa tartaruga).
Nella loro carriera hanno realizzato molti successi, oltre alla sopracitata Happy Together (anche conosciuta nella versione italiana Per vivere insieme del gruppo i Quelli), come It Ain't Me Baby, Let Me Be, You Baby, Outside Chance ed Elenore (della quale Gianni Morandi fece una versione italiana col brano Scende la pioggia).
In seguito al calare del successo, unito a problemi con l'etichetta discografica, i Turtles si sciolsero nel 1970, per poi riformarsi nel 1983. Durante i primi anni (1970-71) di questa lunga pausa, Kaylan e Volman fecero parte di una delle numerose incarnazioni della band di Frank Zappa con lo pseudonimo di "The Phlorescent Leech & Eddie" oppure con i loro veri nomi. Col noto chitarrista-compositore italostatunitense incisero Chunga's Revenge, Fillmore East - June 1971, 200 Motels e Just Another Band from L.A.. Dopo la rifondazione collaborarono alla colonna sonora di alcuni prodotti per bambini come il cartone animato degli Orsetti del cuore.

## Formazione

### Formazione attuale
- Howard Kaylan – voce, tastiera (1965-1970, 1983-presente)
- Mark Volman – voce, chitarra (1965-1970, 1983-presente)

### Ex componenti
- Al Nichol – chitarra (1965-1970)
- Jim Tucker – chitarra (1965-1967)
- Chuck Portz – basso (1965-1966)
- Chip Douglas – basso (1966-1967)
- Jim Pons – basso (1967-1970)
- Don Murray – batteria (1965-1966)
- Joel Larson – batteria (1966-1966)
- John Barbata – batteria (1966-1969)
- Ran Whitehead – batteria (1967-1967)
- John Seiter – batteria (1969-1970)

## Discografia

### Album in studio
- 1965 - It Ain't Me Babe
- 1966 - You Baby
- 1967 - Happy Together
- 1968 - The Turtles Present the Battle of the Bands
- 1969 - Turtle Soup
- 1970 - Wooden Head
- 1986 - Chalon Road
- 1986 - Shell Shock

### Raccolte
- 1967 - The Turtles! Golden Hits
- 1970 - More Golden Hits
- 1982 - Turtles' Greatest Hits
- 1984 - 20 Greatest Hits
- 1987 - The Best of the Turtles (Golden Archive Series)
- 1995 - The Best of the Turtles
- 2004 - Happy Together: The Very Best of the Turtles